# Institut für Pharmazie und Molekulare Biotechnologie
Das Institut für Pharmazie und Molekulare Biotechnologie (IPMB) (bis 1. Okt. 2002: Fakultät für Pharmazie mit den Instituten: Pharmazeutisch-Chemisches Institut, Institut für Pharmazeutische Biologie, Institut für Pharmazeutische Technologie und Biopharmazie) beschäftigt sich mit der Entwicklung, Untersuchung und Anwendung von Wirk- und Arzneistoffen sowie der Aufklärung molekularer und zellulärer Wirkungsmechanismen. Es gehört zur Fakultät für Ingenieurswissenschaften und ist eine wissenschaftliche Einrichtung der Ruprecht-Karls-Universität Heidelberg.

## Geschichte
Die Vorgänger des Instituts wurden 1946 in Karlsruhe gegründet. Auf Grund eines Beschlusses des Landtages im Jahr 1970 wurde das Pharmazeutisch-Chemische Institut der Universität Karlsruhe nach Heidelberg verlegt. Dort konnte im September 1973 die Forschungstätigkeit wieder aufgenommen werden. Die ursprünglich eigenständigen Pharmazeutischen Institute (Pharmazeutisch-Chemisches Institut, Institut für Pharmazeutische Biologie und Institut für Pharmazeutische Technologie und Biopharmazie) der Universität Heidelberg wurden 2002 zum Institut für Pharmazie und Molekulare Biotechnologie zusammengefasst.

## Ziele und Aufgaben
Das IPMB ist eine Lehr- und Forschungseinheit, die sich mit der Entwicklung, Untersuchung und Anwendung von Wirk- und Arzneistoffen beschäftigt sowie molekulare Wirkungsmechanismen erforscht. Dies geschieht unter Anwendung experimenteller Techniken aus den Bereichen Chemie, Molekular- und Zellbiologie, Pharmakologie, Bioinformatik und Pharmazeutischer Technologie. Das IPMB ist hauptverantwortlich für die Darstellung der Lehre in den Studiengängen Pharmazie sowie Molekulare Biotechnologie an der Universität Heidelberg.
Die Arbeitsgruppen des IPMB finanzieren sich wesentlich durch Drittmitteleinwerbungen für Forschungsprojekte, beispielsweise durch die Deutsche Forschungsgemeinschaft, das Bundesministerium für Bildung und Forschung BMBF, die VolkswagenStiftung, die Europäische Union oder die pharmazeutische Industrie.

## Struktur und Leitung
Das IPMB wird nach außen von einem Geschäftsführenden Direktor vertreten, der alle zwei Jahre von den Professoren des IPMB gewählt wird.
Im Jahr 2023 umfasst das IPMB die folgenden Abteilungen:
- Gert Fricker: Pharmazeutische Technologie und Biopharmazie
- Andres Jäschke: Bioorganische Chemie
- Christian Klein: Pharmazeutische Chemie (2012: Geschäftsführender Direktor)
- Ulrike Müller: Bioinformatik  und Funktionelle Genomik
- Stefan Wölfl: Pharmazeutische Biologie

## Gebäude und Labore
Die meisten Arbeitsgruppen des IPMB sind im Gebäude INF-364 im Campus Neuenheimer Feld beheimatet. Einige Gruppen sind schwerpunktmäßig im Gebäude INF-366 sowie im Biowissenschaftlichen Zentrum „Bioquant“ untergebracht. Die Abteilung von Gert Fricker ist im Verfügungsgebäude INF-329.

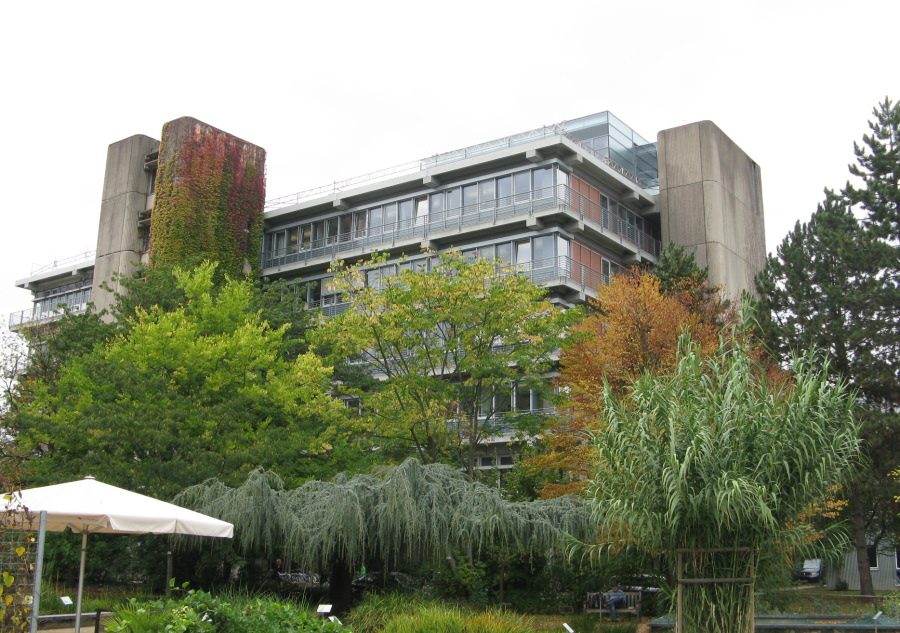
Ansicht von Gebäude INF-364